# Березняк Саватій Іванович
Березняк Саватій Іванович (нар. 18 (30) вересня 1884, м. Коростишів Київської губ. — 28 січня 1921, Харків) — педагог, економіст, український громадський і політичний діяч, член Української Центральної Ради, голова Всеукраїнської Ради військових депутатів.

## Біографія
Народився в малоземельній селянській родині. Від 1902 року — активний учасник підпільних есерівських гуртків. Закінчив Коростишівську учительську семінарію (1904). Учителював у Тифліській губернії (1904—1910 роки). Склав іспити при Тифліському Александрівському учительському інституті (1910 рік) на звання вчителя міського училища. З 1911 року Березняк навчався на економічному відділі Київського комерційного інституту, який закінчив 1915 року, захистивши у професора Олександра Русова курсову роботу «Опыт украинской студенческой анкеты в г. Киеве 1913 года».
Під час навчання активно працював в Українській студентській громаді Київського комерційного інституту (в 1913 році — голова її правління), публікувався в газеті «Рада». Разом з М. Ковалевським, Л. Бочковським, В. Ковтуненком, К. Коржем, Л. Ковалевим входив до Київської організації українських есерів. З 1912 року перебував під наглядом царської поліції.
З кінця 1915 року — на Південно-Західному фронті (солдат штабу 11 армійського корпусного суду). 1917 року — учасник Всеукраїнського національного конгресу, усіх трьох Всеукраїнських військових з'їздів, на Другому з яких його обрано головою Всеукраїнської Ради військових депутатів. Від квітня Березняк у складі УЦР, активний член Малої Ради, член її комісій зі складу, законодавчих внесень і мирного договору. 2 вересня 1917 року Березняк брав участь в роботі комісії з утворення за планом С. Петлюри Крайового комітету оборони нового ладу в зв'язку з Корніловським заколотом. У складі делегації УЦР брав участь в Петроградській демократичній нараді (вересень 1917). Березняк був обраний до Всеросійських та Всеукраїнських установчих зборів, був учасником З'їзду Рад робітничих, селянських і солдатських депутатів України (грудень 1917 року), на якому виступив з осудом ультиматуму Ради народних комісарів. Активно працював над українізацією армії, створенням українських військових частин, обстоював суверенність України. 11(24) січня 1918 року на урочистому засіданні Малої Ради голосував за прийняття IV Універсалу. У січні 1918 року під час більшовицького заколоту в Києві очолював Революційний комітет гарнізону, який підтримував УЦР.

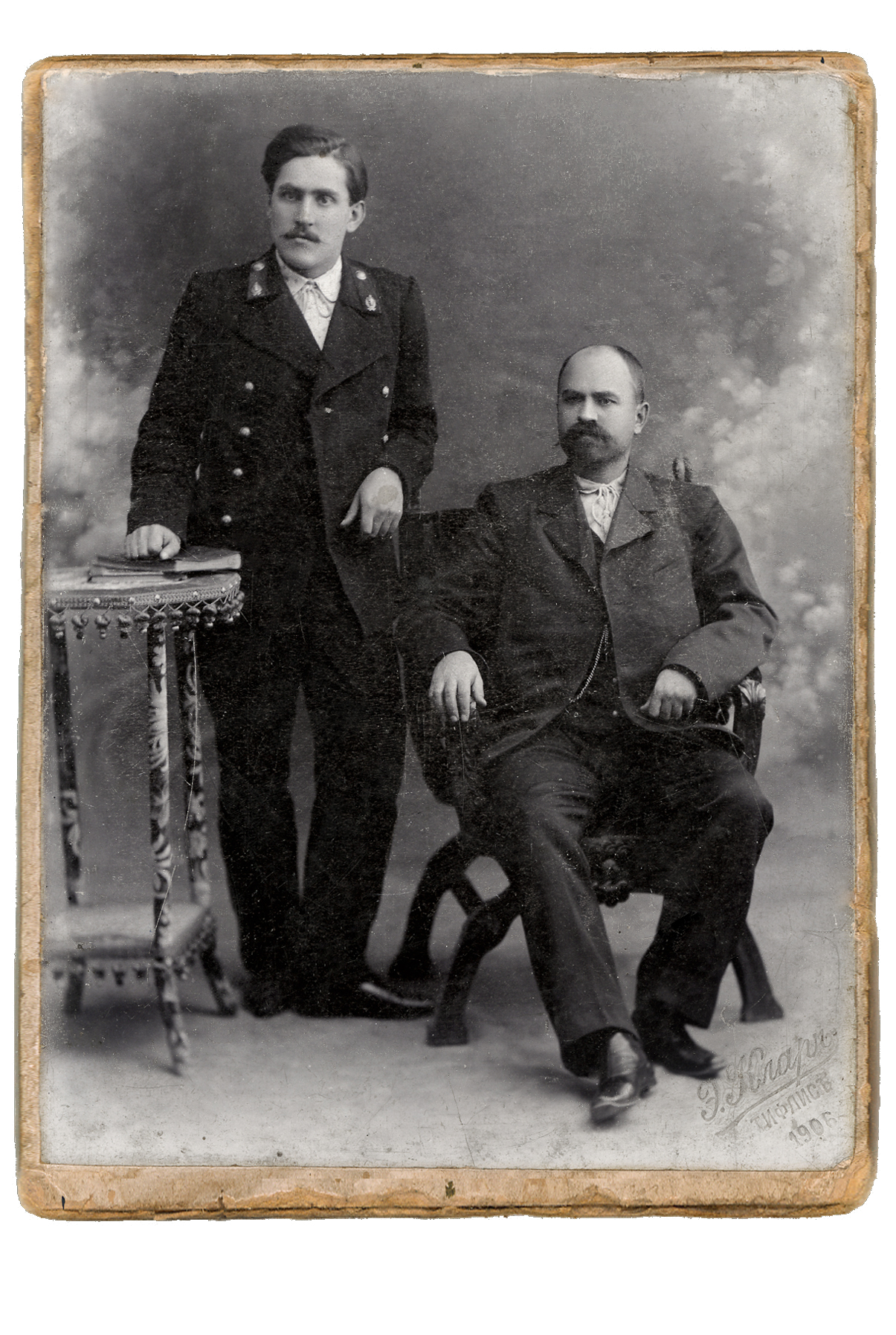
Саватій Березняк з колегою педагогом, фото 1906 року, Тифліс

В 1918-20 роках працював у видавництвах «Криниця», «Всевидат». Брав участь в антигетьманському повстанні. У січні 1919 року за списками УПРС був кандидатом на виборах до Трудового конгресу по Радомишльському повіту, тоді ж обраний кандидатом в члени ЦК УПСР (центр. течії).
У квітні-червні 1920 року разом з Н. Петренком, А. Степаненком, І. Лизанівським, І. Часником вів переговори в Києві з більшовицькими лідерами В. Затонським, П. Любченком, М. Павловим про легалізацію УПСР. Березняка двічі заарештовували у зв'язку із Справою уряду УНР (вона зрештою пішла в суд як Справа членів ЦК УПСР), останній раз — 9 листопада 1920 року на робочому місці у «Всевидат»-і. 20 січня 1921 року в попередніх висновках слідства в справі «так называемого Правительства УНР и Центральных комитетов Украинских партий социалистов-революционеров и социал-демократов» до Березняка пропонувалося застосувати вищу міру покарання. За довідкою чекістів помер від епідемічного висипного тифу до суду 28.01.1921. Колеги Березняка по ЦК УПСР засвідчили, що він «захворів тяжко і без медичної допомоги умер в камері 21 січня 1921 р.»

## Документ
Відозва Всеукраїнської Ради Військових Депутатів:
| Брати-українці військові! До вас, хто розважливим розумом, хто своїми власними руками, хто віками пролиттям поту і крови будував Українську Народню Республіку! До вас, хто за увесь час революції лицарською боротьбою здобув славу, волю і землю її трудовому народові! До вас, хто перший в світі поставив на чолі своєї держави соціалістичний парламент Центральну Раду та соціалістичний уряд — Генеральний Секретаріат (правительство). До вас, чий нарід був віковічним революціонером — борцем за волю і республіканцем, звертаємося і кличемо: Стійте й далі твердо і непохитно на сторожї здобутих тяжкою боротьбою прав своїх, бо вороги не сплять… Вороги бачать, що ми спялись на державні ноги, що ми без їх поводарства підемо самі куди хочемо, і кричать всіма голосами, що та Центральна Рада, котра не дозволила Народним Комісарам одібрати в українського селянства землю в загально Російську казну, що та Центральна Рада, котра скасувала смертну кару на Україні та встановила 8 годинний день праці, що та Центральна Рада, котра складається з Всеукраїнських совітів Військових, Робітничих та Селянських депутатів — є буржуазна і її треба розігнати. Брати-товариство! Невже ви позволите і на далі глумитися над собою чужинцям, котрих і їх нарід не визнає? Невже не знаєте того, що Центральна Рада і є «Совет солдатських, робочих и крестьянских» депутатів України, обраних на Всеукраїнських з'їздах, а тільки зветься не по-московському, як того їм хочеться, а по-нашому, рідному Українською Центральною Радою? Невже не знаєте, що в ній 212 селянських, 100 робітничих і 158 військових депутатів, та 243 представника соціалістичних партій? Так. Може і не знаєте, бо всі наші телеграми, всі розпорядження Генерального Секретаріату про вивіз харчів і фуражу на фронт, безглуздими розпорядженнями та посилкою військ народних комісарів затримувалися — і ви були не освідомлені… Народні комісари довели Московщину до страшенної різні і руїни. Безневинно льється людська кров. Банди грабіжників, прикриваючись імям червоної гвардії, руйнують села і вивозять хліб. Нещасні і беззахисні сестри, матері та батьки благають о поміч, а тим часом закриваються соціалістичні газети та розгоняються демократичні організації. Плач і скрежет од голоду та безладдя. Це нещастя і руїна посилкою московського війська на Україну народними комісарами насовується і на наш край. Центральна Українська Рада не спиняється ні перед чим, щоб захистити наші села, гаї, ліси та вишневі садки од зруйнування, а родючі поля та зелені луги од витоптання — не вірте провокаторам та централістам, котрі ввесь час наводять наклепи. Стійте твердо за свої права, не дайте зруйнувати пишного і багатого рідного краю, захистіть народне добро, бо од панів воно одібране. Не дайте грабувати наших рідних. Сказане вами організовано і грізно спинить всіх безумців, а трудовий нарід України складе вам низенький поклін. В ваших руках доля і воля вашого краю. Бережіть, товариші, бо сльози наших батьків, жінок та дітей взивають до вас, хто один може їх боронити. Всеукраїнська Рада Військових Депутатів. Київ, Терещінківська № 2. |Газета «Наш голос», орган Всеукраїнської Ради військових депутатів, № 6 від 25 грудня 1917 р. С. 3.